# Amparo Rivelles
Amparo Rivelles (Madrid, 11 febbraio 1925 – Madrid, 7 novembre 2013) è stata un'attrice spagnola.

## Biografia
Figlia d'arte, inizia la sua carriera giovanissima ed è stata negli anni '40 e '50 una delle più importanti attrici della Cifesa, la maggiore casa di produzione spagnola di quegli anni.
Ha lavorato anche per il teatro e dopo una lunga esperienza messicana negli anni '80 è rientrata in Spagna dove ha confermato il successo personale in molti lavori per la televisione.
Nel 1986 ha ottenuto il Premio Goya come migliore interprete femminile per il film Hay que deshacer la casa di José Luis García Sánchez.
Nel 2011 ha ricevuto una stella nel Paseo de la Fama de Madrid.

## Filmografia parziale

### Cinema
- La regina della Sierra Morena (La duquesa de Benamejí), regia di Luis Lucia (1949)

- Due madri (De mujer a mujer), regia di Luis Lucia (1950)
- Il segreto di Cristoforo Colombo (Alba de América), regia di Juan de Orduña (1951)
- La leonessa di Castiglia (La leona de Castilla), regia di Juan de Orduña (1951)
- I Piombi di Venezia, regia di Gian Paolo Callegari (1953)
- La voce della mamma (El indiano), regia di Fernando Soler (1955)
- Agguato a Tangeri, regia di Riccardo Freda (1957)
- Il ribelle dei contrabbandieri (Un ángel tuvo la culpa), regia di Luis Lucia (1960)
- Squillace (Esquilache), regia di Josefina Molina (1989)